# Perilitus erratus
Perilitus erratus är en stekelart som först beskrevs av Chen och Van Achterberg 1997.  Perilitus erratus ingår i släktet Perilitus och familjen bracksteklar. Inga underarter finns listade i Catalogue of Life.